# ジェームズ (お笑いコンビ)
ジェームズは、事務所に所属せずフリーで活動する日本のお笑いコンビである。

## メンバー
椋橋サスケ（くらはし さすけ、1995年4月30日（30歳））
立ち位置は左側。大阪府出身。旧芸名はサスケくん。
趣味/特技：ドラム、ジャズダンス、鉄道に詳しい、時刻表読み、ポケモン、つま先180度開き、自分で髪を切る
専門学校卒業後は、上京しすぐにサンミュージックプロダクションに所属し活動していた。
過去にハンセンナンセン、飴色ラプソディ、わるつ。というコンビを組んでいた。
2019年頃に一度芸人を辞めて大阪に戻り、鉄道会社に就職した。
2022年頃から芸人活動を再開、以後フリーで活動する。
NSCに通っていないため明確でないが、大阪校38期扱いである。
ロックオン高崎（ロックオン たかさき、1992年2月18日（33歳））
立ち位置は右側。兵庫県出身。
趣味/特技：買い物、特撮ヒーローのグッズ集め、特撮ヒーローに詳しい、洋服のトータルコーディネート
2013年4月より吉本興業に所属し活動していたが2019年に退社。
過去に鬼フジン、ロックオンズ、おったんというコンビを組んでいた。
2018年頃に上京するも、2020年頃に関西へ戻る。以後、一般企業に就職しながら兼業するなどして活動する。
現在は和歌山県に在住し、大阪のライブは通いである。
既婚者。
2023年秋頃から、実演販売士としても活動しており関西の情報番組にも取り上げられていた。実演販売士の際の名義は「ナイスキャッチ高崎」。
NSCに通っていないため明確でないが、大阪校33期扱いである（2013年までアマチュアとして活動）。

## 概要・来歴
共に放送芸術学院専門学校を卒業したという共通点のある先輩(高崎)と後輩(サスケ)であり、元々は別々のコンビや拠点で活動していた。一度芸人活動を辞め大阪に戻っていたサスケが再びM-1グランプリに参加したいと思った時に、同じく東京から大阪へ戻っていた高崎に声をかけたのが契機で一時的なユニットコンビ「巻物ズ（まきものズ）」として結成した。
その後、サスケが芸人復帰するも巻物ズとしての活動は一時的であり、サスケも高崎も別のユニットコンビやピン芸人として活動していた。
2023年4月よりボニーボニー、風穴あけるズなどが活動する「楽屋A」の劇場メンバー入りを決め、巻物ズとしての活動が本格化する。そして7月に、今宮子供えびすマンザイ新人コンクールの決勝進出を決めたことを契機に正式コンビとなる。
9月には関西演芸しゃべくり話芸大賞の決勝進出し、5年ぶりに吉本興業所属芸人以外での決勝進出を決めた。
2024年3月29日に活動拠点である「楽屋A」で初の単独ライブを開催。このライブでコンビ名を「ジェームズ」に改名することを発表した。

## 芸風
主に漫才で、サスケの元鉄道員という肩書きを利用した鉄道しゃべくり漫才を得意とする。その為、舞台に応じてサスケが制帽を被って漫才をすることがある。

## 賞レース戦歴

### M-1グランプリ
| 年度            | 結果      | エントリー No. | 会場                           | 日程     |                         |
| --------------- | --------- | -------------- | ------------------------------ | -------- | ----------------------- |
| 2021年 (第17回) | 2回戦進出 | 3807           | 森ノ宮よしもと漫才劇場         | 10月11日 |                         |
| 2022年 (第18回) | 2回戦進出 | 4055           | 森ノ宮よしもと漫才劇場         | 10月7日  |                         |
| 2023年 (第19回) | 2回戦進出 | 32             | 森ノ宮よしもと漫才劇場         | 10月19日 |                         |
| 2024年 (第20回) | 2回戦進出 | 1941           | COOL JAPAN PARK OSAKA SSホール | 10月7日  | 1回戦TOP3に選出 (第3位) |
| 2025年 (第21回) |           | 1399           |                                |          |                         |

### その他賞レース
- 2023年 第41回今宮子供えびすマンザイ新人コンクール 決勝進出
- 2023年 第4回Q-1グランプリ 優勝
- 2023年 第12回関西演芸しゃべくり話芸大賞 決勝進出[11]
- 2024年 第42回今宮子供えびすマンザイ新人コンクール 決勝進出
- 2024年 第13回関西演芸しゃべくり話芸大賞 決勝進出[12]
- 2025年 第25回新人お笑い尼崎大賞 決勝進出
- 2025年 第43回今宮子供えびすマンザイ新人コンクール 決勝進出

## 出演

### テレビ
- newsおかえり（朝日放送テレビ、2023年10月18日）[2]
- パラれるテレビ～ノーリアルショー～（毎日放送、2024年8月16日） - 椋橋サスケのみ出演

### ラジオ
- 滋慶学園COMグループ presents あなたの夢はなんですか？（TBSラジオ、第560回（2024年8月21日））[5]
- ジェームズのNO MARKズ（ラジオ関西、2025年2月7日 - 2025年2月28日）- 放送芸術学院専門学校の学生による企画制作番組[13]